# Zoogoneticus
Zoogoneticus is een geslacht van straalvinnige vissen uit de familie van de levendbarende tandkarpers (Goodeidae).

## Soorten
- Zoogoneticus purhepechus Domínguez-Domínguez, Pérez-Rodríguez & Doadrio, 2008
- Zoogoneticus quitzeoensis (Bean, 1898)
- Zoogoneticus tequila Webb & Miller, 1998